# Thomas George Baker
Thomas George Baker (Maerdy, 6 de abril de 1936 - 23 de abril de 2024 ) foi um futebolista galês que atuava como meia.

## Carreira
George Baker fez parte do elenco da Seleção Galesa de Futebol, na Copa do Mundo de 1958.